# Manfred Brunner (Skispringer)
Manfred Brunner ist ein ehemaliger deutscher Skispringer.

## Werdegang
Brunner erreichte bei der Bezirksmeisterschaft des Bezirks Karl-Marx-Stadt 1955 hinter Harry Glaß den zweiten Platz. Zwischen 1957 und 1959 startete er bei der Vierschanzentournee. Bei der Vierschanzentournee 1957/58 erreichte er nach einem 35. Platz in Oberstdorf, einem 21. Platz in Garmisch-Partenkirchen, einem 14. Platz in Innsbruck und einem 10. Platz in Bischofshofen den 16. Platz in der Tournee-Gesamtwertung. Bei der Nordischen Skiweltmeisterschaft 1958 in Lahti erreichte er im Einzelspringen mit Sprüngen auf 66,5 und 64,5 Metern den 53. Platz. Im folgenden Jahr bei der Vierschanzentournee 1958/59 konnte er zwar Platzierungen unter den besten dreißig erreichen, blieb jedoch hinter den Erfolgen vom Vorjahr zurück. Am Ende der Tournee stand er damit auf dem 21. Platz der Gesamtwertung. Bei den II. Internationalen Nordischen Skiwettkämpfen auf der Aschbergschanze in Klingenthal gewann Brunner das Spezialspringen mit zwei Sprüngen auf 88 Meter vor dem Jugoslawen Marian Pecan und seinem Landsmann Manfred Glaß.